# Onesia tokui
Onesia tokui este o specie de muște din genul Onesia, familia Calliphoridae, descrisă de Hiromu Kurahashi în anul 1986. Conform Catalogue of Life specia Onesia tokui nu are subspecii cunoscute.